# Julio Silva (escultor)
Julio Silva (Concordia, Entre Ríos, 1930 - París, 4 de abril de 2020) fue un pintor y escultor francés nacido en Argentina. Se instaló en París (Francia) en 1955, y se nacionalizó francés en 1967. Ilustró varias portadas de las obras de Julio Cortázar, entre ellas Rayuela.

## Biografía
Fue también coleccionista de arte africano y arte primitivo desde 1955. Trabajó frecuentemente entre Carrara y París desde 1972.
Amigo de Julio Cortázar desde 1955, Silva realizó el dibujo de la portada de Las armas secretas (1959), y más tarde en 1963, diseñó la composición de la portada de la primera edición de la obra de Cortázar, Rayuela. Otras colaboraciones fueron las portadas de Todos los fuegos el fuego (1966), Modelo para armar de 1967, La vuelta al día en ochenta mundos y Territorios en 1978. Creó una serie de litografías para ilustrar Los discursos Pinchajeta, litografías que también formaron una exposición independiente.
Fue el autor de la escultura junto la tumba de Julio Cortázar en el cementerio de Montparnasse, la tumba fue obra del escultor argentino Luis Tomasello. La escultura fue escogida por el propio Cortázar, amigo De Silva.
En 2013 la correspondencia mantenida a lo largo de varios años entre Silva y Cortázar fue recopilada y publicada en el libro El último combate. Julio Cortázar-Julio Silva junto otras obras escritas por Cotázar e ilustradas por Silva —Los discursos de Pinchajeta y Silvalandia—. Dicho libro completaba la serie El último round en el que se narran las colaboraciones de ambos artistas.
Se anunció su fallecimiento en París el 5 de abril de 2020. Tenía 90 años.

## Esculturas monumentales
- 1972 Dame-Lune: Mármol blanco de Carrara Sagéco  - París
- 1973 Génie du Charbon: Mármol blanco de Carrara Ces Corrieres, Pas de Calais
- Alice au pays du marbre: Ocho esculturas, La Perraliére, Villeurbanne, Rhone
- Chenille: Mármol serpentino
- Le Messager: Mármol amarillo de Siena
- La Chouette: Mármol blanco de Carrara
- Flamant: Mármol rosa de Portugal
- Igor: Mármol rojo
- Colombe: Mármol blanco de Carrara
- Fleur parlante et oiseau mouillé: Mármol serpentino
- 1976 Damoizelle oiseau Ris-Orangis
- Leçon d'envol: Mármol blanco de Carrara Ris-Orangis, Essonne
- Orubourus: Mármol blanco de Carrara  Collège Technique, St. Cyr l'école
- 1977 Dame-Lune: Mármol blanco de Carrara Esplanada de la Défense, París
- 1979 Pyegemalion: Mármol rosa de Portugal
- Cavalle: Mármol rosa de Portugal Forum des Halles, París
- 1980 Flamme d'eau: Mármol blanco de Carrara, RER Lognes
- 1989 Envolée: diez aves en poliéster, École maternelle París 18